# Les Experts : Meurtres à Las Vegas
Les Experts : Meurtres à Las Vegas (CSI: Dark Motives) est un jeu vidéo d'aventure développé par 369 Interactive et édité par Ubisoft, sorti en 2004 sur Windows, puis en 2007 sur Nintendo DS. Le jeu est basé sur la série américaine Les Experts.

## Système de jeu
Le joueur incarne une recrue de la police scientifique de Las Vegas devant enquêter sur cinq affaires tout au long du jeu. Le cœur du jeu repose sur la collecte d'indices pouvant incriminer ou innocenter un suspect et sur l'interrogatoire de suspects ou de témoins. Il est également possible, pour le joueur, d'être assisté durant son enquête via les différentes aides disponibles ou via les recommandations du partenaire.

## Accueil
La version PC du jeu récolte un 13/20 de la part de jeuxvidéos.com, tandis que la version DS obtient un score de 9/20. Le site agrégateur spécialisé Metacritic, quant à lui, donne un score de 65/100 en moyenne à la version PC.